# Бродар, Сречко
Сречко Бродар (словен. Srečko Brodar, 6 мая 1893, Лайбах, Герцогство Крайна — 27 апреля 1987, Любляна) — словенский археолог, получивший международную известность благодаря раскопкам Потоцкой пещеры (словен. Potočka zijalka), пещерного памятника эпохи позднего палеолита на севере Словении.

## Биография
Бродар родился в Любляне, он внебрачный сын Франциски Бродар, и крещён под именем Феликс Бродар (Сречко — словенский эквивалент имени «Феликс»). Бродар учился в Венском и Загребском университетах, которые окончил в 1920 году. Начиная с 1921 года он преподавал в Цельской гимназии, а после Первой мировой войны, во время которой он получил серьёзную травму локтя, в 1939 году получил докторскую степень в Люблянском университете, а в 1946 году стал там профессором и до выхода на пенсию занимал должность заведующего кафедрой археологии. Бродар был директором Института археологии Словенской академии наук и искусств и членом Международного союза доисторических и протоисторических наук. Его сын Митя Бродар (1921–2012) также был известным археологом.

## Работа

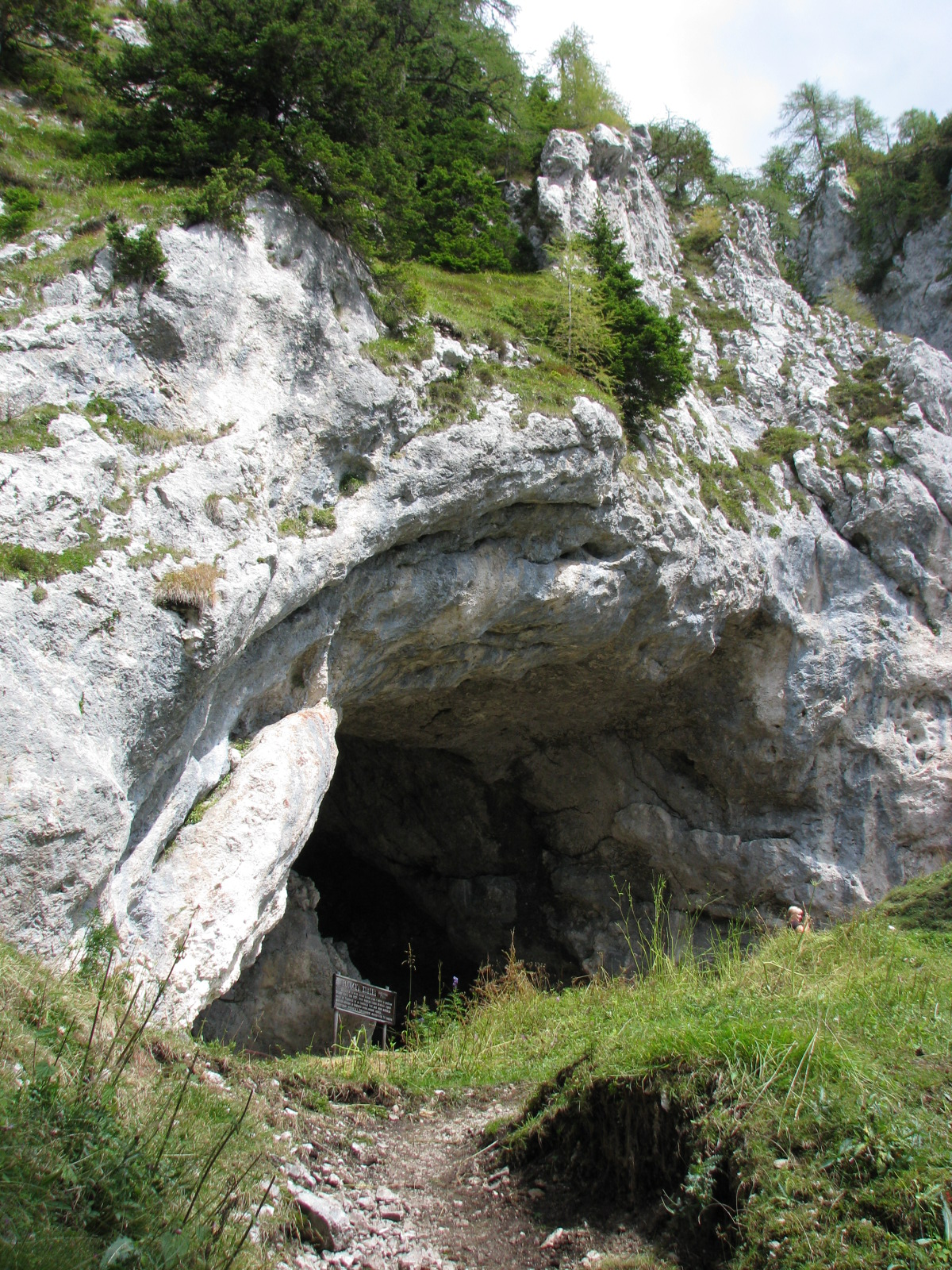
Вход в Потоцкая пещера — пещеру в Восточных Караванках, где в 1920–1930-х годах Сречко Бродар обнаружил остатки человеческого жилища, датируемого ориньякским веком (40000–30000 лет до н. э.). Это знаменует начало исследований палеолита в Словении.

В 1928 году он прославился раскопками Потоцкой пещеры (словен. Potočka zijalka) и пяти других палеолитических памятников в Словении, продемонстрировав связь палеолитических культур восточных Альп с культурами Паннонской равнины и северной Италии. 
После Второй мировой войны исследования Бродара сосредоточились на скальном навесе Бетал (Betalov spodmol), многопериодном доисторическом памятнике недалеко от Постойны на юго-западе Словении. Он также открыл первые мезолитические памятники в Словении, такие как пещера Шпеховка.

## Награды
- 1949 Премия Прешерна за раскопки в скальной пещере Бетал[8]
- 1960 Премия Прешерна за раскопки в Чрни-Кале[англ.]
- 1974 Премия Кидрича